# Stand van de Sterren
Stand van de Sterren is een Nederlandse documentaire uit 2010 van regisseur Leonard Retel Helmrich. De rolprent ging op 17 november 2010 in première, als openingsfilm van het IDFA.
De documentaire is het vervolg op Stand van de zon en Stand van de maan en volgt nogmaals de familie Sjamsuddin, bestaande uit drie generaties, in de sloppenwijken van Indonesië. De film is ook bekend onder de Engelstalige naam Position among the Stars.

## Schrijvers
- Leonard Retel Helmrich
- Hetty Naaijkens-Retel Helmrich

## Prijzen
- VPRO IDFA Award for Best Feature-Length Documentary - Amsterdam International Documentary Film Festival
- IDFA Award for Dutch Documentary - Amsterdam International Documentary Film Festival
- Special Jury Award for best Documentary - Sundance Film Festival
- European Film Award for best Documentary - Nominatie